# Ініагейде
Ініагейде (нід. Iniaheide) — селище в нідерландській провінції Фрисландія. Входить до муніципалітету Тіцьєркстерадел. Наразі у селищі нараховується близько 10 будинків.